# هوگو فون هوفمنستال
هوگو لورنز آگوست هافمن فون هوفمنستال (آلمانی: Hugo von Hofmannsthal؛ ۱ فوریهٔ ۱۸۷۴ – ۱۵ ژوئیهٔ ۱۹۲۹) شاعر، نمایش‌نامه‌نویس و زمان‌نویس اهل اتریش در اواخر دوره نمادگرایی (سمبولیسم) بود.
هوفمنستال از اعضای مؤسس جشنواره سالزبورگ بود که هر ساله با اجرای موسیقی و نمایش در شهر سالزبورگ، زادگاه موتزارت برگزار می‌شود. هوفمنستال با ریشارد اشتراوس نیز همکاری داشت.